# John Street
John Street (3 januari 1932 - Exeter, 6 januari 2009) was een professionele snookerscheidsrechter.
Hij was scheidsrechter op alle grote televisietoernooien vanaf de jaren 70 tot aan zijn pensioen. Zijn laatste wedstrijd was de finale in 1997 op de Benson en Hedges Masters. Steve Davis versloeg Ronnie O'Sullivan met 10-8, na een achterstand 4-8. Deze wedstrijd was vooral opmerkelijk dankzij een streaker-run rond de tafel waarbij deze persoon bij het verlaten van de zaal John Street sprakeloos liet.
Street was scheidsrechter in vijf WK-finales tussen 1980 en 1995. Hij was scheidsrechter in de beroemde finale uit 1992 tussen Stephen Hendry en Jimmy White. Hendry kwam 8-14 achter om de wedstrijd toch nog met 18-14 te winnen. Hij won 10 opeenvolgende frames.
Street was mede-auteur van diverse boeken over snooker en snookerregels. Zijn laatste woonplaats was Exeter.

## Mijlpalen
- 1980 - finale World Snooker Championship tussen Cliff Thorburn en Alex Higgins
- 1986 - finale World Snooker Championship tussen Joe Johnson en Steve Davis
- 1989 - finale World Snooker Championship tussen Steve Davis en John Parrott
- 1992 - finale World Snooker Championship tussen Stephen Hendry en Jimmy White
- 1995 - finale World Snooker Championship tussen Stephen Hendry en Nigel Bond
- 1997 - finale Benson en Hedges Masters tussen Steve Davis en Ronnie O'Sullivan